# ريكي مارش
ريكي مارش (10 مارس 1954 بنيويورك في الولايات المتحدة - ) (بالإنجليزية: Ricky Marsh)‏ هو لاعب كرة سلة أمريكي في مركز مدافع مسدد الهدف. لعب مع غولدن ستايت ووريورز.

## وصلات خارجية
- ريكي مارش على موقع إن بي أي (الإنجليزية)
- ريكي مارش على موقع سبورتس رفرنس (الإنجليزية)
- ريكي مارش على موقع كلية كرة السلة في سبورتس رفرنس.كوم (الإنجليزية)
- ريكي مارش على موقع ريلجم (الإنجليزية)
- ريكي مارش على موقع بروبوليرز (الإنجليزية)